# Jordania en los Juegos Paralímpicos de Londres 2012
Jordania estuvo representada en los Juegos Paralímpicos de Londres 2012 por ocho deportistas, cuatro hombres y cuatro mujeres. El equipo paralímpico jordano no obtuvo ninguna medalla en estos Juegos.